# Синдром заробљености у сопственом телу
Синдром "заробљености у сопственом телу" (енгл. Locked-in syndrome, ЛИС) редак је хронични поремећај у коме болесници нису у стању да се померају или да говоре, али имају потпуно очувану свест. ЛИС најчешће настаје због опсежне лезије вентралног дела можданог моста, изазваног тромбозом базиларне артерије. Морталитет је висок у првим месецима, али болесници по стабилизацији стања могу да преживе и неколико десетина година, ако је обезбеђена адекватна медицинска нега.
Резултати електроенцефалографије су нормални код синдрома заробљености. Тотално заробљено стање или потпуно заробљено стање (CLIS) је верзија синдрома заробљавања у којој су очи такође парализоване. Фред Плам и Џером Б. Поснер сковали су термин за овај поремећај 1966. године.

## Знаци и симптоми
Синдром заробљености обично се карактерише квадриплегијом (губитак функције удова) и немогућношћу говора код иначе когнитивно нетакнутих појединаца. Они са синдромом заробљености могу бити у стању да комуницирају са другима путем кодираних порука трептањем или померањем очију, на које парализа често не утиче. Симптоми су слични онима код парализе сна. Пацијенти који имају синдром заробљености су свесни, без губитка когнитивних функција. Понекад могу задржати проприоцепцију и сензацију у целом телу. Неки пацијенти могу имати способност покретања одређених мишића лица, а најчешће неких или свих екстраокуларних мишића. Појединци са синдромом немају координацију између дисања и гласа. Ово их спречава да произвољно произведу звукове, иако саме гласне жице можда нису парализоване.